# Dunărea Galați în sezonul 2000-2001
Sezonul 2000-2001  este primul sezon pentru Dunărea Galați în liga a III-a. Sezoanele următoare activează tot în liga a III-a adică 2001-2002 2002-2003 dar și 2003-2004 dar acest sezon este cu noroc pentru Dunărea Galați care promovează în liga a-II-a și este foarte aproape să promoveze în 2004-2005 în liga I dar echipa nu și-a atins din păcate acel scop, fiindcă a adunat o serie de egaluri și înfrângeri care au destrămat efectiv șansele echipei de a promova!, cu toate astea sau acestea în acest caz Dunărea Galați numai reușește să atingă acea promovare începând din 2005-2006 încolo trebuie așadar să se obișnuiască și cu faptul dar și cu gândul că va juca doar în liga a II-a de acum înainte cel puțin până la desființarea echipei care are sau va avea loc în 2013-2014 efectiv 2014-2015, în acest sezon antrenor este și Ilie Hagioglu, nu numai Haralambie Antohi!.

## Echipă
| Nr. |         | Poziție | Jucător             |
| --- | ------- | ------- | ------------------- |
| -   | România | P       | Cristian Brăneț     |
| -   | România | P       | Iulian Olteanu      |
| -   | România | F       | Aurelian Brașoveanu |
| -   | România | F       | Manuel Amarandei    |
| -   | România | F       | Fani Hărăianu       |
| -   | România | F       | Crăciunescu         |
| -   | România | F       | Mihai Jireghie      |
| -   | România | F       | George Movilă       |
| -   | România | F       | Adrian Silian       |
| -   | România | F       | Damian Băncilă      |
| -   | România | F       | Sorin Chirciu       |
| -   | România | F       | Marius Humelnicu    |
| -   | România | F       | Mihai Alexa         |
| -   | România | F       | Sorin Bălan         |
| -   | România | F       | Bogdan Anghelinei   |
| -   | România | F       | Marius Cosoreanu    |
| -   | România | F       | Daniel Miloiu       |
| -   | România | M       | Alin Pânzaru        |
| -   | România | M       | Valentin Stan       |
| -   | România | M       | Adrian Negraru      |
| -   | România | M       | Daniel Orac         |
| -   | România | M       | Claudiu Muha        |
| -   | România | M       | Dumitru Horovei     |
| -   | România | A       | Ionuț Niculcea      |
| -   | România | A       | Paul Bogdan         |
| -   | România | A       | Radu Ferenți        |
| -   | România | A       | Ionuț Enache        |

## Transferuri

### Sosiri
| Post | Jucător        | De la echipa       | Suma de transfer  | Dată |  | ---- |
| ---- | -------------- | ------------------ | ----------------- | ---- |  | ---- |
| M    | Valentin Stan  | Cimentul Fieni     | liber de contract | -    |  |      |
| F    | Damian Băncilă | Diplomatic Focșani | liber de contract | -    |  |      |
| M    | Claudiu Muha   | Politehnica Iași   | liber de contract | -    |  |      |

### Plecări
| Post | Jucător          | De la echipa          | Suma de transfer  | Dată |  | ---- |
| ---- | ---------------- | --------------------- | ----------------- | ---- |  | ---- |
| P    | Cristian Brăneț  | Oțelul Galați         | liber de contract | -    |  |      |
| A    | Radu Ferenți     | Callatis Mangalia     | liber de contract | -    |  |      |
| M    | Alexandru Pavel  | Drobeta Turnu Severin | liber de contract | -    |  |      |
| M    | Victor Chiriazic | Delta Tulcea          | liber de contract | -    |  |      |

Clasamentul după 30 de etape se prezintă astfel:

## Seria III

### Rezultate
| Victorii | Egaluri | Înfrângeri | Cea mai mare victorie | Cea mai mare înfrangere |

### Sezon intern
| 1  | Olimpia Râmnicu Sărat   | Dunărea Galați          |  | 2-1 |
| 2  | Dunărea Galați          | Scorillo Grădiștea      |  | 0-0 |
| 3  | Fortyogo Târgu Secuiesc | Dunărea Galați          |  | 0-2 |
| 4  | Dunărea Galați          | FC Agricultorul Gârbovi |  | 1-2 |
| 5  | Dacia Unirea Brăila     | Dunărea Galați          |  | 1-0 |
| 6  | Dunărea Galați          | Gloria Zemeș            |  | 2-0 |
| 7  | FC Sfântu Gheorghe      | Dunărea Galați          |  | 1-0 |
| 8  | Dunărea Galați          | Agricultorul Urziceni   |  | 3-0 |
| 9  | Petrolul Brăila         | Dunărea Galați          |  | 1-0 |
| 10 | Dunărea Galați          | Aerostar Bacău          |  | 2-0 |
| 11 | Vrancart Adjud          | Dunărea Galați          |  | 3-2 |
| 12 | Dunărea Galați          | Petrolul Berca          |  | 4-0 |
| 13 | Rafinăria Dărmănești    | Dunărea Galați          |  | 0-1 |
| 14 | Dunărea Galați          | Minerul Comănești       |  | 1-0 |
| 15 | Gloria Buzău            | Dunărea Galați          |  | 2-0 |
| 16 | Dunărea Galați          | Olimpia Râmnicu Sărat   |  | 2-0 |
| 17 | Scorillo Grădiștea      | Dunărea Galați          |  | 1-2 |
| 18 | Dunărea Galați          | Fortyogo Târgu Secuiesc |  | 3-0 |
| 19 | FC Agricultorul Gârbovi | Dunărea Galați          |  | 1-2 |
| 20 | Dunărea Galați          | Dacia Unirea Brăila     |  | 1-2 |
| 21 | Gloria Zemeș            | Dunărea Galați          |  | 1-0 |
| 22 | FC Sfântu Gheorghe      | Dunărea Galați          |  | 2-0 |
| 23 | Agricultorul Urziceni   | Dunărea Galați          |  | 0-0 |
| 24 | Dunărea Galați          | Petrolul Brăila         |  | 2-2 |
| 25 | Aerostar Bacău          | Dunărea Galați          |  | 1-0 |
| 26 | Dunărea Galați          | Vrancart Adjud          |  | 3-0 |
| 27 | Petrolul Berca          | Dunărea Galați          |  | 0-1 |
| 28 | Dunărea Galați          | Rafinăria Dărmănești    |  | 3-0 |
| 29 | Minerul Comănești       | Dunărea Galați          |  | 0-1 |
| 30 | Dunărea Galați          | Gloria Buzău            |  | 1-2 |